# Lecanora comonduensis
Lecanora comonduensis är en lavart som beskrevs av T. H. Nash & Hertel. Lecanora comonduensis ingår i släktet Lecanora och familjen Lecanoraceae.   Inga underarter finns listade i Catalogue of Life.